# Библиотека игрушек

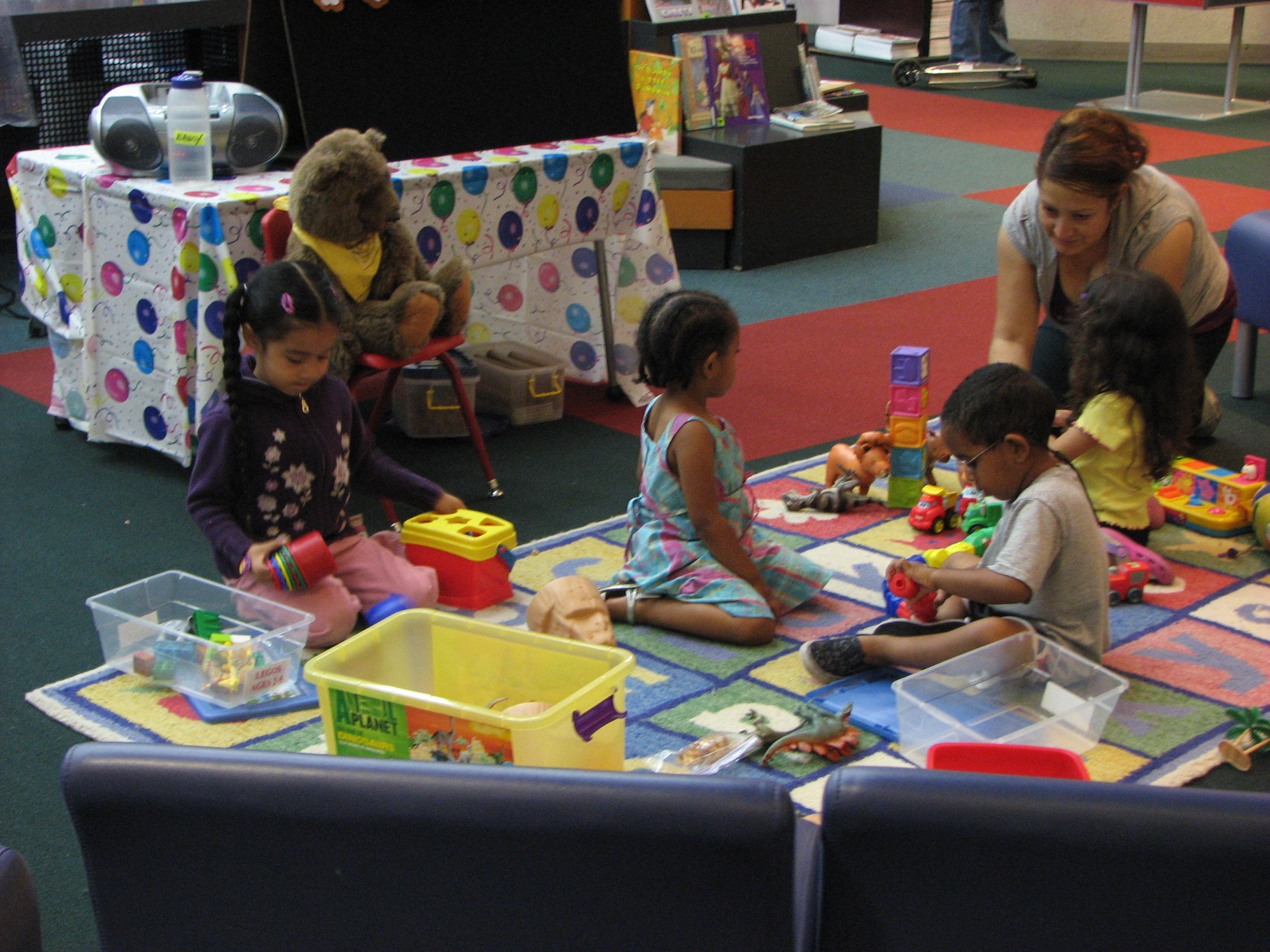

Библиотека игрушек — организация, которая предоставляет или сдает в аренду игрушки, головоломки и настольные игры, действуя либо как пункт проката, либо как форма семейной ресурсной программы. Является одним из видов библиотек вещей. Библиотеки игрушек предлагают игровые занятия для всей семьи и широкий выбор игрушек, подходящих для детей на разных этапах их развития. Библиотеки игрушек снабжают детей новыми игрушками каждую неделю или две, экономя деньги родителей и не давая детям скучать. Популярные во франкоязычном мире библиотеки игрушек называются лудотеками.
Доступ к ним может стать для детей механизмом доступа к правам человека на науку и культуру в их сообществах, позволяя им участвовать в социальной и культурной жизни сообщества посредством соответствующих возрасту игрушек, игр и других предметов коллекционирования таким образом, чтобы облегчить социальные взаимодействия и сплоченность посредством игры в четырех основных областях: упражнения, символика, сборка и игра, основанная на правилах.
Игрушки и игры, отнесенные к каждой из этих категорий, могут научить детей навыкам, которые могут способствовать их развитию в различных областях.
Подобно анимации в библиотеке или культурном центре для взрослых или доступу к коллекции библиотечного наследия, игрушечные библиотеки дают детям возможность взаимодействовать с материальным и движимым культурным наследием сообщества посредством выбора игрушек и игр. Организация Объединенных Наций уже давно признала важность игр и отдыха в жизни каждого ребенка.

## Классификация
Подобно использованию библиотечных классификаторов, таких как УДК и ББК, система ESAR позволяет классифицировать игрушки и игры в коллекциях библиотек игр по четырем основным областям: упражнения, символика, сборка, и правила. Эти четыре основные категории далее сгруппированы в различные аспекты, такие как интеллектуальные, когнитивные, функциональные, двигательные, когнитивные, социальные, лингвистические и аффективные способности. Эта классификация помогает библиотекарям игрушек физически организовывать коллекции игрушек и игр в лудотеке, а также помогают выбирать игрушки, соответствующие возрасту, которые дополняют игровые способности ребенка и его особые потребности.

## История
Библиотеки игрушек существуют как минимум с 1935 года, когда одна из них была основана в Лос-Анджелесе. Идея вновь возникла и приобрела популярность в Соединенных Штатах в 60-х и 70-х годах с принятием закона «Head Start» (программа Министерства здравоохранения и социальных служб США, которая предоставляет комплексное дошкольное образование, медицинские услуги, питание и поддержку родителям для детей и семей с низким доходом) и ряда других законов.
Первая публичная библиотека игрушек, построенная во Франции, была построена в 1967 году Бургундской культурной ассоциацией Дижона. К 1979 году во Франции было 80 библиотек игрушек. Сегодня Ассоциация французских лудотек (ALF) со штаб-квартирой в Париже насчитывает 1200 библиотек-членов. Библиотеки игрушек объединены Международной ассоциацией библиотек игрушек (ITLA).